# Nausiphanes
Nausiphanes von Teos (altgriechisch Ναυσιφάνης Nausiphánēs) war ein griechischer vorsokratischer skeptischer Philosoph und Rhetoriker, der im 4. Jahrhundert v. Chr. wirkte und ein Schüler von Pyrrhon und Anhänger Demokrits war.

Epikur nennt Nausiphanes mit einem Hauch von Verachtung einen „Stockfisch“, weil er ohne Verstand sei: „Ich bin sogar ein Schüler des 'Stockfisches', denn ich saß unter ihm in der Gesellschaft einiger schäbiger Strolche“.
Nausiphanes kann als eine der Persönlichkeiten angesehen werden, die einerseits die demokritische Gnoseologie mit dem Skeptizismus und andererseits den demokritischen Atomismus der Schule von Abdera mit dem Epikureismus verbinden.
Als Atomist behauptet Nausiphanes, „daß von allem, was zu sein scheine, ebensowohl das Sein als das Nichtsein zu gelten habe“.
Auch in Leben und Meinungen berühmter Philosophen von Diogenes Laertios wird über ihn berichtet.
Nausiphanes war Verfasser einer Lehrschrift Der Dreifuß.
Dem Vertreter der Richtung des Demokrit, der sich auch mit naturwissenschaftlichen Fragen beschäftigte, z. B. aus dem Bereich der Physiologie, werden von manchen Wissenschaftlern einige pseudohippokrateische (vgl. Corpus Hippocraticum) Werke zugeschrieben.

In Paulys Realencyclopädie der classischen Altertumswissenschaft heißt es im Artikel zu Epikur über ihn: 

„Der Unterricht des Nausiphanes war nicht ein ausschließlich philosophischer, sondern gipfelte, von Mathematik und demokriteischer Naturphilosophie ausgehend, in rhetorischer Unterweisung.“